# 金子美香
金子 美香（かねこ みか、1969年3月3日 - ）は、日本の歌手、女優。千葉県出身。所属事務所は植竹ルーム。身長162cm。

## 略歴
1983年『スター誕生!』に出場し、渡辺プロダクションにスカウトされ、芸能界入りした。特に司会の西川きよしは金子の高い歌唱力を評価し、絶賛していた。その後テレビドラマ「桃尻娘」、「スケバン刑事」、小泉今日子主演映画「ボクの女に手を出すな」に出演したり、その傍ら歌手として、渋谷のライブハウス、take off7を中心に定期的なライブを行う。1987年4月21日、シングル「ティーンエイジブルー」でビクター音楽産業から歌手デビュー。キャッチフレーズは「小粋なフェアリティ/あやしい妖精」。佐野元春を尊敬していた。音楽活動を中心にライブ活動や、数多くのレコード、CDを発売する。
1990年、バンドブームによりテレビ朝日系テレビドラマ『MAGICAL ROAD』でレディースロックバンド「Betty Blue」が結成され、金子はボーカル担当でこの番組の主題歌「夢みる頃すぎて」をビクター音楽産業からリリースする。アルバム「Hush!」も発売。ファーストライブの日本青年館の会場で、突然の脱退宣言が本人の口から告げられる。再び、ソロに戻り、事務所はsnow factoryに移籍し1991年11月シングル「NUDE」をビクター音楽産業からリリースする。翌月同タイトルのアルバムも発売。同時期、女優としてもvシネマ、加藤雅也のヒロインを演じた「天使の囁き」、「天使の叫び」、「銀と金」と立て続けに出演。また、渋谷のオンエアーでソロ復帰ライブも行なわれる。アニメ「超時空要塞マクロスII -LOVERS AGAIN-」の主題歌「2億年前のように静かだね」、ベストアルバム「全曲集」「my collection」もリリースし、音楽活動を一時停止する。美香に改名し、1996年ミュージカルD-LIVE 「ROCK TO THE FUTURE」にヒロインとして出演。芸能プロダクションCUBEに移籍し、1996年連続ドラマ「金田一少年の事件簿」に出演するなど、女優を中心の活動に戻す。
1996年、ミュージカルD-LIVE「ROCK TO THE FUTURE」で知りあった音楽担当の白石紗澄李（現・シライシ紗トリ）とユニットParadise Lostを結成。エアーズより「Q」でシングルデビュー。正式デビューはバップより「things」でシングルデビュー。数々のシングル、アルバムをリリース。後期になるとジャケット写真も金子一人になり、金子のボーカルプロジェクトのような活動だった。1998年、『火曜サスペンス劇場』主題歌シングル「体温」を最後に音楽活動を休止。
2004年、芸能プロダクションファーストプレイスに移籍し、歌手沢田知可子 大ヒットシングル「会いたい」のアンサーソングのシングル「約束」をガウスエンタテインメントより発売。沢ちひろと財津和夫によるバラードナンバー。またマスターカード、ブリヂストンのCMにも出演。

## ディスコグラフィ

### 金子美香名義
「約束」以外はビクター音楽産業よりリリース。

### シングル
1. ティーンエイジブルー（1987年4月21日）
（B面）　悲しい欲望
2. ラフレンド（1987年10月21日）
（B面）　手をかして、チャンス！
3. あやまらないでBADBOY（1988年5月21日）大阪ガスCMソング
（c/w）　ウェディング・ベルは聞こえない
4. Big City Fish（1989年3月21日）
（c/w）　Boy Friend
5. PUNK寸前（1989年10月21日）
（c/w）　Lonesome Night
6. メガトンドリーム（1989年）渋谷109イメージソング 非売品
7. NUDE（1991年11月21日）
（c/w）　Round Midnight
8. 2億年前のように静かだね（1992年5月21日）アニメ「超時空要塞マクロスII -LOVERS AGAIN-」主題歌
（c/w）　de・ja・vu〜そばにいて
9. 約束（2004年7月22日）（ガウスエンタテインメントより）
（c/w）　夏の光

### アルバム
1. キャッチ・ミー（1987年7月21日）
2. Verse-Day （1988年2月21日）
3. KICK（1988年9月21日）高橋研プロデュース
4. Flowerbeat（1989年3月21日）高橋研プロデュース
5. TREASURE（1989年10月21日）
6. SUPER BEST（1991年11月7日）
7. NUDE（1991年12月16日）
8. my collection（1992年12月1日）
9. 全曲集（1992年12月1日）
10. ゴールデン☆ベスト（2015年12月16日）

### 金子美香参加　オムニバスアルバム
- カラス天狗カブト オリジナル サウンドトラック 曲名/「Beyond The Era －時代を越えて－」で参加 （金子美香名義アルバム未収録）
- D－LIVE Rock To The Future Complete 曲名/「エンドレス・ワールド」（美香名義で岩崎宏美、西城秀樹とジョイント）
- City Hunter Sound Collection X-Theme Songs- 曲名/「週末のソルジャー」（シティーハンター劇場版 愛と宿命のマグナム 主題歌）

### ビデオ
- ラッキーガール（1988年 ビクター音楽産業）
- 同年 金子美香の名古屋公演で本ビデオを制作の予定であったが都合で収録がNGとなり、大阪バナナホールでの収録となった
- 金子美香＆MUSICATION
- 収録曲
- (I`M JUSIT A) LUCKY GIRL
- 私の敵
- 19's Blues
- ミュージシャン 海老原真二(key) 潮崎裕巳(key) 藤井修(dr) 狩野良昭(gi) 永井正央(ｂ) 上村寛 (sax)
- CONCERT STAFF
- 制作 永井克郎・白石亘　舞台監督 宮島哲哉　音響 淵田昭司・伊藤了　照明 宮井久生・鳩富佐子　スタイリスト 皆川明美　制作協力 増田智之　協力 SOGO大阪・ヒビノ・ライティングバージョン・大阪バナナホール　企画制作 渡辺プロダクション
- VIDEO STAFF
  - 制作 徳光英和　撮影 元塚徹・高沢進・早野昌孝・前田昌彦　ＳＷ 村上宜正　MIX 後藤田利彦　VE 徳山嘉三　VTR 山本久之　編集 メディアプラザ　MA ビデオテック　宣伝 河津睦彦 豊島直己 ビクターインビテーション　制作協力 CHIMERA JAPS ウエルカム　プロデューサー 市倉久央　演出 水野信広
  - MIX 使用機材 ・ミキサー SONY MXP-61（カスケード接続24CH) リバーブ YAMAHA SPX-90　マイクPA分岐

### Betty Blue
共にビクター音楽産業よりリリース。詳細は「Betty Blue」を参照。
シングル
- 夢見る頃すぎて（1990年）

アルバム
- Hush!（1990年）

### Paradise Lost
「Q」以外はバップよりリース。
シングル
- Q（1996年 エアーズ） テレビ東京アニメ「超者ライディーン」エンディング曲
- things（1997年） 日本テレビ「TVおじゃマンボウ」エンディング曲
- FOOL（1997年）
- フェンス（1998年） 日本テレビ連続ドラマ（松本明子主演）「サービス」エンディングテーマ曲
- ルール（1998年） 日本テレビ「TVおじゃマンボウ」エンディング曲
- 体温（1998年） 日本テレビドラマ「火曜サスペンス劇場」主題歌

アルバム
- Paradise Lost（1998年）

## 出演

### ドラマ
- スケバン刑事
- 桃尻娘
- 帰ってきた桃尻娘
- 私が愛したウルトラセブン
- 7人の女弁護士
- MAGICAL ROAD
- 綺麗になりたい
- 映画みたいな恋したい
- 金田一少年の事件簿
- バレンタインデー特別ドラマ 罪清掃日誌

### 映画・Vシネマ
映画
- ボクの女に手を出すな（1986年、東映）- 本城美知子
- バカヤロー!2 幸せになりたい。 第二話「こわいお客様がイヤだ」（1989年）

Vシネマ
- 天使の囁き
- 天使の叫び
- 銀と金

### ミュージカル
- ROCK TO THE FUTURE

### 音楽レギュラー番組
- ライブG  司会
- sound GIG 司会（うじきつよし、森川美穂と）

### CM
- MasterCard Priceless編
- ブリヂストン 安全キャンペーン
- TRILOGY
- Intel 裁判編